# Dècada del 370
La dècada del 370 comprèn el període que va des de l'1 de gener del 370 fins al 31 de desembre del 379.

## Personatges destacats
- Teodosi el Gran, emperador romà
- Ambròs de Milà, bisbe de Milà
- Basili de Cesarea, bisbe de Cesarea de Capadòcia